# Edward Hallett Carr
Edward Hallett Carr (ur. 28 czerwca 1892 w Londynie, zm. 3 listopada 1982 tamże) – brytyjski historyk, dziennikarz i teoretyk stosunków międzynarodowych, oponent empiryzmu zawierającego się w historiografii.

## Życiorys
Od 1916 do 1936 działał w polityce (m.in. brał udział w negocjacjach pokoju wersalskiego. Pracował w brytyjskiej ambasadzie w Rydze w latach 1925–1929. W latach 1941–1946 był zastępcą wydawcy „Timesa”. Później był opiekunem naukowym i wykładowcą w Balliol College w Oksfordzie, wykładał również w Trinity College w Cambridge.
W 1925 został odznaczony estońskim Krzyżem Wolności II klasy.

## Wybrane publikacje
Jego najbardziej znane prace to:
- biografia Michaiła Bakunina z 1937
- A History of Soviet Russia:
  - The Bolshevik Revolution 1917–1923:
    - tom 1:1950
    - tom 2: 1952
    - tom 3: 1953

  - The interregnum 1923–1924
    - tom 4: 1954

  - Socialism in One Country 1924–1926
    - tom 5: 1958
    - tom 6: 1959
    - tom 7: 1964

  - The Foundation of Planned Economy 1926–1929
    - tom 8 razem z R.W. Daviesem: 1968
    - tom 9: 1971
    - tom 10: 1976
- The New Society 1951
- What is History? 1961
- 1917: Before and After 1968
- eseje From Napoleon to Stalin 1980.

## Publikacje w języku polskim
- "Warunki pokoju": streszczenie pracy Edwarda Halleta Carr'a wydanej w Londynie w r. 1942., 1942.
- Historia – czym jest: wykłady im. George'a Macaulaya Trevelyana wygłoszone na uniwersytecie w Cambridge styczeń – marzec 1961, wyd. 2 oprac. przez R. W. Daviesa, przeł. Piotr Kuś, Poznań: Zysk i S-ka Wydawnictwo 1999, ISBN 83-7150-503-5.
- Kryzys dwudziestolecia 1919–1939. Wprowadzenie do badań nad stosunkami międzynarodowymi, Towarzystwo Autorów i Wydawców Prac Naukowych Universitas, Kraków, 2021, ISBN 978-83-242-3757-9.